# HV Kwiek (Raalte)
HV Kwiek (voluit: Kunnen Winnen Is Een Kunst) is een dameshandbalvereniging uit Raalte die werd opgericht in 1965 als afscheiding van omnisportvereniging Rohda. 

## Geschiedenis

### Het begin (1965)
Kwiek handbal is opgericht 1948. Destijds maakte Kwiek nog deel uit van Rohda. In 1948 had de handbaltak ca. 200 leden. De handbal werd in de beginjaren ondergebracht bij de NKS (Nederlandse Katholieke Sportfederatie). In 1951 startte de NKS met een handbalcompetitie. In 1956 gingen het NKS en NHV (Nederlands Handbal Verbond) een fusie aan. Rohda werd ingedeeld in de eerste klasse IJsselstreek. In de zomer van 1960 tijdens het 12-jarig bestaan werd er ook een herenhandbal afdeling opgericht. De eerste wedstrijd die de heren wonnen was tegen KHC uit Deventer.

### Promotie naar eredivisie (2002 - 2012)
In het seizoen 2001/02 speelde Kwiek in de eerste divisie. In een onderlinge duel tegen DES '72 voor promotie naar de eredivisie. Kwiek won de wedstrijd met 29-24 en promoveerde naar de eredivisie. In de eredivisie behaalde Kwiek plaatsen onder de vijfde plaats. Kwiek degradeerde in 2012 naar de eerste divisie. Na drie jaar in de eerste divisie won Kwiek in 2014/15 de reguliere competitie. Hierdoor kon Kwiek terug naar de eredivisie. Na een negende en tiende plaats degradeerde Kwiek weer naar de eerste divisie. 

### Kampioen met een rouw randje (2019 - 2021)
In 2020 promoveerde Kwiek voor de derde keer naar de eredivisie. Door de uitbraak van de coronacrisis in Nederland werd de competitie onofficieel verklaart. Hierdoor werd Kwiek geen kampioen en geen promotie uitgeroepen, Kwiek tekende protest aan bij het NHV, dit heeft ook nummer 2 (Fortissimo) ook gedaan. Op 26 maart 2020 maakte het NHV bekend dat Kwiek als Fortissimo als nog mogen promoveren naar de eredivisie. Het seizoen daarop is de competitie na twee wedstrijden de competitie stilgelegd door de coronapandemie. In april heeft het NHV een alternatieve competitie opgezet. In een wedstrijd tegen SEW werd Kwiek als SEW bestraft strafpunten. Hierdoor werd Kwiek op -2 punten gezet.

## Resultaten
Dames
- 2002
Eerste divisie
- 2003 10e
Eredivisie
- 2004 7e
Eredivisie
- 2005 8e
Eredivisie
- 2006 8e
Eredivisie
- 2007 11e
Eredivisie
- 2008 9e
Eredivisie
- 2009 9e
Eredivisie
- 2010 8e
Eredivisie
- 2011 10e
Eredivisie
- 2012 10e
Eredivisie
- 2013
Eerste divisie
- 2014
Eerste divisie
- 2015 1e
Eerste divisie
- 2016 9e
Eredivisie
- 2017 10e
Eredivisie
- 2018 5e
Eerste divisie
- 2019 4e
Eerste divisie
- 2020 1e
Eerste divisie
- 2021
Eredivisie
- 2022 7e
Eredivisie
- 2023 7e
Eredivisie
- 2024 7e
Eredivisie

- Eredivisie
- Eerste divisie

## Erelijst
Dames
| Nationaal      |    |                  |
| Eerste divisie | 2x | 2001/02, 2014/15 |